# E.A.T.
E.A.T.(Experiments in Art and Technology)는 예술가와 엔지니어 간의 협업을 발전시키기 위해 설립된 비영리 및 비과세 단체이다. 이 단체는 공식적인 협력 절차를 정의하기보다는 예술가와 엔지니어 간의 직접 교류를 촉진하는 방식으로 운영되었다. E.A.T.는 현대사회에서 예술가의 역할을 확대하고 기술 변화로부터의 개인의 분립을 탐색하는 데 도움을 주는 프로젝트를 수행했다.

## 역사
E.A.T는 1967년 엔지니어 빌리 클위버와 프레드 발트하우어, 예술가 로버트 라우센버그와 로버트 휘트먼에 의해 공식 출범했다. 이들은 1966년에 예술가와 엔지니어 연합 행위 예술 발표회인 ''9 Evenings : Theatre and Engineering''을 조직할 때 함께한 적이 있다. ''9 Evenings : Theatre and Engineering''에서는 10명의 뉴욕 예술가들과 벨 연구소 소속의 엔지니어 및 과학자 30명이 신기술을 접목한 획기적인 공연을 선보였으며, 여기에는 존 케이지(John Cage), 루신다 차일드(Lucinda Childs), 외빈드 팔스트룀(Öyvind Fahlström), 알렉스 헤이(Alex Hay), 데보라 헤이(Deborah Hay), 스티브 팩스턴(Steve Paxton), 이본 레이너(Yvonne Rainer), 로버트 라우션버그(Robert Rauschenberg), 데이비드 튜더(David Tudor), 로버트 휘트먼(Robert Whitman) 등이 참여하였다. 관련된 주목할 만한 엔지니어는 벨라 줄레스(Bela Julesz), 빌리 클뤼버(Billy Klüver), 맥스 매튜스(Max Mathews), 존 피어스(John Pierce), 맨프레드 슈뢰더(Manfred Schroeder), 프레드 발트하우어(Fred Waldhauer)가 있다.
영상 투사, 무선 음향 전송, 도플러 음파탐지기는 1960년대 예술에서는 한 번도 볼 수 없었던 기술이다. 이러한 예술 공연은 오늘날에도 예술가와 기술 간 밀접한 관계의 선구자로서 반향을 불러일으킨다. 공연은 1913년 아모리 쇼의 원작과 역사에 대한 경의를 표하기 위해 25~26번가 렉싱턴 가의 뉴욕 69연대 아모리(New York City's 69th Regiment Armory)에서 열렸다.
E.A.T 활동의 정점은 E.A.T 소속 예술가와 엔지니어들이 협력하여 나카야 후지코의 안개 조각품을 포함한 몰입(Immersion)도 높은 돔을 설계 및 프로그램한 1970년 오사카 세계 박람회의 펩시 파빌리온(Pepsi Pavilion)으로 여겨진다. 그 프로젝트는 E.A.T 창립자인 빌리 클위버(Billy Klüvera)와 로버트 휘트먼(Robert Whitman)에 의해 시행되었는데, 로버트 브리어(Robert Breer), 프로스티 마이어스(Frosty Myers), 데이비드 튜더(David Tudor)를 포함하여 미국과 일본의 75명 이상의 예술가와 엔지니어로 구성된 핵심 디자인 팀이 이끌었다. 나카야 후지코가 설계한 원래의 구조물은 수증기 구름 조각으로 덮인 버크민스터 풀러(Buckminster Fuller) 스타일의 지오데식 돔(geodesic dome)으로 구성되어 있었는데, 건축가 존 피어스가 이 돔에 마일러(Mylar) 거울을 끼우는 방법을 고안하였다.
구형 거울의 광학 효과는 홀로그램과 비슷하게 실제 영상을 구현해냈다. 거울의 크기 때문에, 관람객들은 거울 주위를 돌아다니며 사방에서 영상을 감상해야 했다. 펩시 파빌리온을 둘러싼 테라스에는 로버트 브리어(Robert Breer)의 '플로트(Floats)' 중 7점이 전시되었는데, 그것들은 6피트 높이의 키네틱 조형물로, 분당 2피트 이하로 움직이며 소리를 내뿜었다. "플로트"는 장애물에 부딪히거나 밀릴 때마다 방향을 반대로 바꾸며 움직였다.
예술가와 엔지니어 간의 협력을 촉진하고 신기술에 관한 사회 발전에서의 예술가의 역할을 확장하기 위해 1960년대 후반 미국 전역에 28개의 지역 E.A.T. 지부가 설립되었다. 2002년에 워싱턴 대학교는 21세기 신기술을 활용하여 작업하는 예술가들을 위해 E.A.T. 지부 설립 지역의 역사와 E.A.T의 유산을 기념하는 재결합을 주관했다.
E.A.T. 활동은 계속해서 전승되어, 오늘날에는 멀티미디어와 기술이 표준인 현세대의 디지털 아티스트들을 통해 다다이즘(Dada), 플럭서스(Fluxus) 및 1960년대 행위예술 시대와의 격차를 해소하면서 공연 예술, 실험적인 노이즈 뮤직 및 연극의 통로에 들어섰다. 가장 최근, E.A.T.는 50주년을 기념으로 가수이자 작곡가인 Beatie wolfe와 협업하여, 그녀의 앨범을 세계 최초의 360°증강현실 스트림으로 발매하였다.

## 문서
1972년 빌리 클위버(Billy Klüver), 바바라 로즈(Babara Rose), 줄리 마틴(Julie Martin)은 E.A.T.의 펩시 파빌리온 설계와 구성을 기록한 책 '파빌리온'을 편집했다.
2001년 빌리 클위버((Billy Klüver)는 'E.A.T.의 이야기: 예술과 기술의 실험(The story of E.A.T.: Experiments in Art and Technology), 1960-2001 by Billy Klüver'라는 제목의 사진 및 텍스트 패널 전시회를 기획했다. 전시회는 로마에서 처음 열려 2002년에 손나벤드 미술관(Sonnabend Gallery)에서 다시 개최되었다. 이후 2002년 봄에 라파예트 대학(Lafayette University)를 거쳐 영국 리즈의 에볼루션 페스티벌(Evolution Festival)과 시애틀의 워싱턴 대학교에서 개최되었으며, 2003년에는 캘리포니아주 샌디에이고에 있는 샌디에이고 주립대학을 거쳐 펩시 파빌리온을 관리했던 아티스트 아르디슨 필립스(Ardison Phillips)가 운영하는 캘리포니아주 산타마리아의 갤러리에서 개최되었다. 2003년 4월부터 6월까지 도쿄의 NTT 인터커뮤니케이션 센터(ICC)에서 열린 대규모 전시회에서는 일본어 버전으로 전시가 진행되었는데, 전시에는 클위버와 E.A.T.의 작품뿐 아니라 다수의 사물/유물과 문서, E.A.T. 포스터도 포함되었다. 이와 유사한 전시회가 스웨덴의 노르코핑 미술관에서 열렸으며, 2008년 스티븐스 공과대학에서는 예술과 기술 실험(Experiments in Art and Technology) 기념의 일환으로 소규모의 패널이 발표되었다. 2017년 11월 E.A.T. 프로젝트는 Cité internationale des arts in Paris에서 열리는 VARIATION ArtJaws media art fair and exhibition의 일부였다. 여기선 모든 패널과 아래에 언급된 몇몇의 다큐멘터리가 전시되었다.
9 Evenings: Theatre and Engineering DVD 시리즈(감독: Barbro Schultz Lundestam)는 이러한 신기술을 이용하여 혁신적인 작품을 제작한 아티스트와 엔지니어의 협업을 보여주는 중요한 문서다.

## 같이 보기
- 디지털 아트
- 컴퓨터 아트
- 개념 미술
- 시스템 사고